# Gomes Gonçalves de Abreu
Gomes Gonçalves de Abreu (c. 1300 -?) foi um nobre do Reino de Portugal ao tempo dos reinados de D. Dinis I de Portugal e do seu pai D. Afonso III de Portugal. Foi o 4.º Alcaide-mor do Castelo de Melgaço.

## Relações familiares
Foi filho de Lourenço Gomes de Abreu (c. 1290 -?) e de Teresa Correia de Azevedo (c. 1280 -?). Casou com Maria Soares Tangil filha de Rui Trancoso de Lira, Senhor de Lira e de Brites Álvares Bacelar, de quem teve:
1. Vasco Gomes de Abreu casou com Deuladeo Martins,
2. João Gomes de Abreu (1320 -?) casou com N Vicente, filha de Estevão Vicente,
3. Rui Gomes de Abreu.